# Поле (алгебра)
Вижте пояснителната страница за други значения на Поле.
В алгебрата поле (F, +, ·) се нарича множество F, в което са дефинирани две бинарни операции (наричани обикновено събиране и умножение и обозначавани с „+“ и „·“), ако отговаря на следните условия:
1. затворено е спрямо двете операции;
2. двете операции са асоциативни и комутативни;
3. съществуват неутрални елементи спрямо двете операции (най-често наричани „нула“ и „единица“);
4. съществуват обратни елементи за всеки елемент спрямо първата операция и спрямо втората за всеки елемент без единичния елемент на първата операция („нулевия елемент“);

## Други определения
Възможни са други определения при използване на термини за множества, частично удовлетворяващи горните условия:
- поле е комутативен пръстен c единица, в който всички ненулеви елементи са обратими;
- поле е комутативно тяло;
- множеството F е поле, ако образува комутативна група по отношение на събирането и всички ненулеви елементи образуват комутативна група по отношение на умножението. В сила са дистрибутивните закони, които свързват двете операции.

### Аксиоматично определение за поле
Множеството A се нарича поле, ако в него са дефинирани две операции (адитивна и мултипликативна) и за всички елементи a, b, c ∈ A са верни следните твърдения:
- a + b = b + a (комутативност на събирането)
- (a + b) + c = a + (b + c) (асоциативност на събирането)
- Съществува елемент 0∈A, за който a + 0 = a за всяко a∈A. (неутрален елемент за адитивната операция)
- За всяко a∈A съществува елемент (-a)∈A, за който a + (-a) = 0 (обратимост на събирането)

- a . b = b . a
- (a . b) . c = a . (b . c)
- Съществува неутрален елемент за мултипликативната операция 1∈A (0≠1): такъв, че a . 1 = a за всяко a∈A.
- За всеки ненулев елемент a∈A съществува елемент (a-1)∈A такъв, че a . a-1 = 1 (обратимост на ненулевите елементи)
- (a + b) . c = a . c + b . c (дистрибутивен закон)

## Примери
- {\displaystyle \mathbb {Q} } – множеството на рационалните числа,
- {\displaystyle \mathbb {R} } – множеството на реалните числа,
- {\displaystyle \mathbb {C} {}} – множеството на комплексните числа,
- {\displaystyle \mathbb {Z} _{p}} – множеството от остатъци по модул p, където p е просто число.
- {\displaystyle \mathbb {F} _{q}} – крайни полета с {\displaystyle q=p^{k}} елемента, където p е просто, а k – естествено число.

## Характеристика на поле
Ако в едно поле F съществува естествено число n, за което единичният елемент, събран със себе си n пъти, дава нула, то n се нарича характеристика на полето (с други думи, n е редът на единичния елемент, когато редът е естествено число). В противен случай казваме, че полето F има характеристика 0. Ако характеристиката е различна от нула, то тя е просто число.

## Подполе
Подполе K на поле F се нарича подмножество на F, което съдържа елемента 1 и е затворено относно адитивната и мултипликативната операция.
Просто поле се нарича поле F, което няма собствени (различни от F) подполета. Всяко поле съдържа подполе, което е просто. Когато F има ненулева характеристика p, простото подполе на F е изоморфно на {\displaystyle \mathbb {Z} _{p}}. Ако характеристиката на F е 0, простото подполе на F е изоморфно на {\displaystyle \mathbb {Q} }.